# Focus Mall w Piotrkowie Trybunalskim
Focus Mall Piotrków Trybunalski – centrum handlowo-rozrywkowe w Piotrkowie Trybunalskim, w województwie łódzkim. Znajduje się przy zbiegu ulic Słowackiego i Kostromskiej. Galeria jest własnością NEPI Rockcastle i jest zarządzana przez Apsys Polska.
Budowę galerii rozpoczęto na początku 2007 roku, a oficjalne otwarcie centrum handlowego nastąpiło 13 listopada 2009 roku.
Obiekt oferuje powierzchnię całkowitą wynoszącą 76 tys. m², z czego aż 35 tys. m² przeznaczono na powierzchnię handlową. Znajduje się tu ponad 100 sklepów, punktów usługowych, restauracji, kawiarni oraz 5-salowe kino Helios. Parking zadaszony na 4 poziomach oferuje 740 miejsc postojowych dla samochodów.
Galeria posiada dwa charakterystyczne obszary, określane jako „serca”. Pierwsze zlokalizowane jest blisko wejścia głównego i kina, wykorzystywane jest do organizacji różnorodnych imprez i wystaw. Drugie „serce” to obszar restauracyjny. Nad każdym z „serc” znajduje się fryz malarski autorstwa Rafała Olbińskiego, malarza i grafika.
W skład najemców Focus Mall wchodzą marki takie jak: Media Markt, H&M, Reserved, Sinsay, C&A, Martes Sport, Ochnik, House, Diverse, Deichmann, CCC, Wojas, Apart, Yes, W.Kruk, Rossmann, Douglas, home&you, KFC, Smyk, Empik, Quiosque, Pepco, Hebe, TUI i wiele innych.